# Wohldorf-Ohlstedt
Wohldorf-Ohlstedt o en baix alemany  Wooldörp-Oolsteed és un barri del bezirk de Wandsbek a la ciutat estat d‘Hamburg a Alemanya. A la fi del 2012 tenia 4.450 habitants a una superfície de 17,3 km². És el barri més septentrional de la ciutat a la frontera amb Slesvig-Holstein.
El primer esment escrit d'Ohlsdorf data del 1292 i de Wohldorf del 1303. S'han trobat traces d'un castell a Wohldorf des del 1306. Ciutadans d'Hamburg van comprar Wohldorf el 1370 i destruir el castell el 1374. Ohlstedt va empenyorar-se a Hamburg el 1391 i el 1407 el burgmestre Hildemar Lopowe va adquirir-lo definitivament. Ohlstedt va seguir l'any 1463. Els dos Walddörfer (pobles del bosc) es van fusionar l'any 1872.

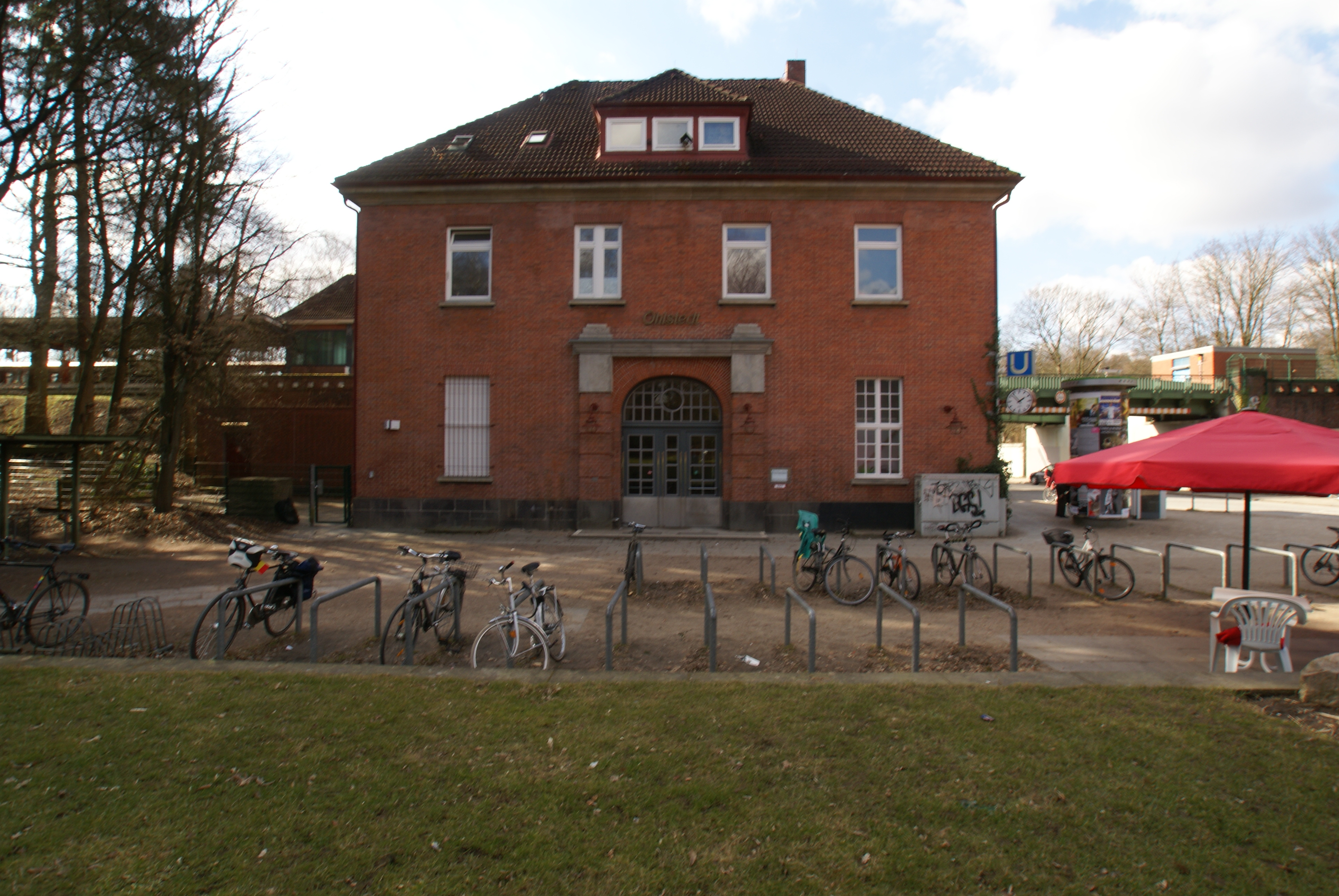
L'estació terminal del metro U1

La construcció d'un ferrocarril cap a Altrahlstedt (1904) i la connexió d'Ohlstedt amb el metro U1 cap a Barmbek (1920) va desenclavar el territori i iniciar la seva urbanització. El 1937, el règim nazi, va reorganitzar les fronteres administratives i va crear un territori urbà contigu. Les forces aliades i la república alemanya van mantenir aquesta subdivisió administrativa. El poble és un dormitori verd per a la ciutat, tret dels serveis de proximitat i d'una vintena d'empreses artesanes, no hi ha cap indústria.

## Curiositats i turisme
- El Duvenstedter Brook: un dels parcs naturals més grans d'Hamburg als marges de l'Ammersbek i Ellernbek
- El Wohldorfer Wald (traducció : Bosc de Wohldorf) : un parc natural
- El museu a l'antiga estació terminal del carrilet a Wohldorf[5]

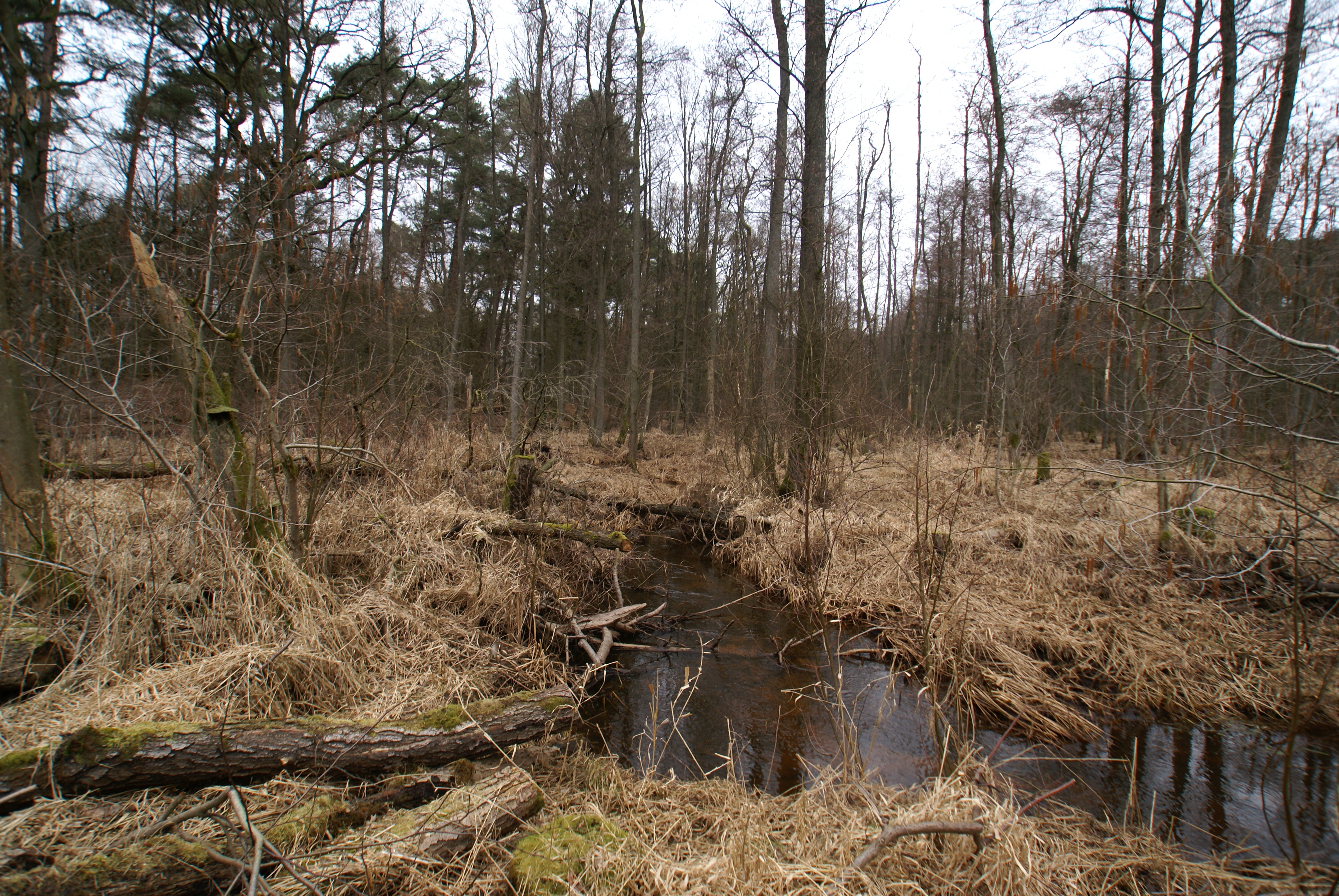
L‘Ellernbek a l'aiguamoll del Duvenstedter Brook
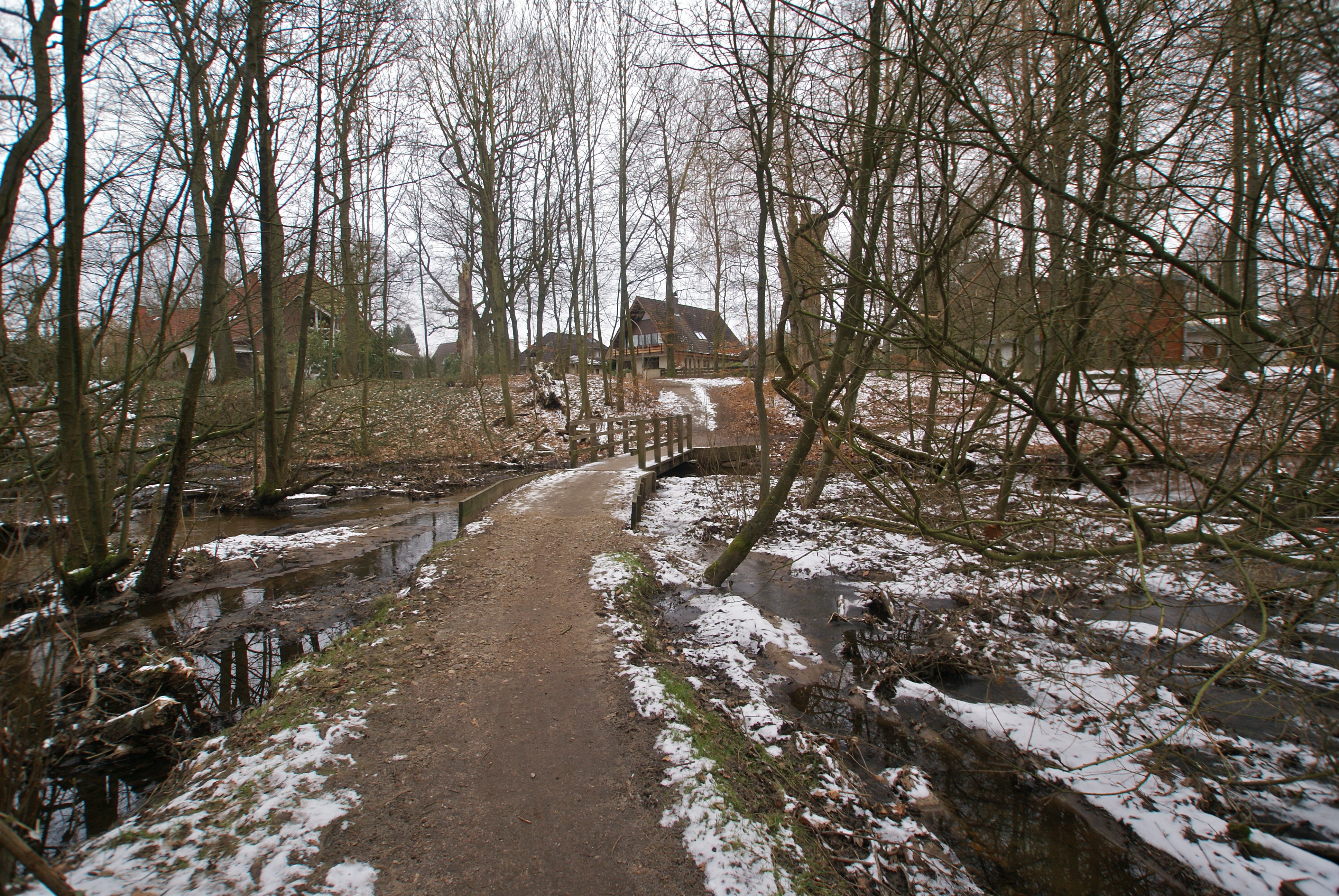
El riu Lottbek a prop de l'estany de l'Hörndiek
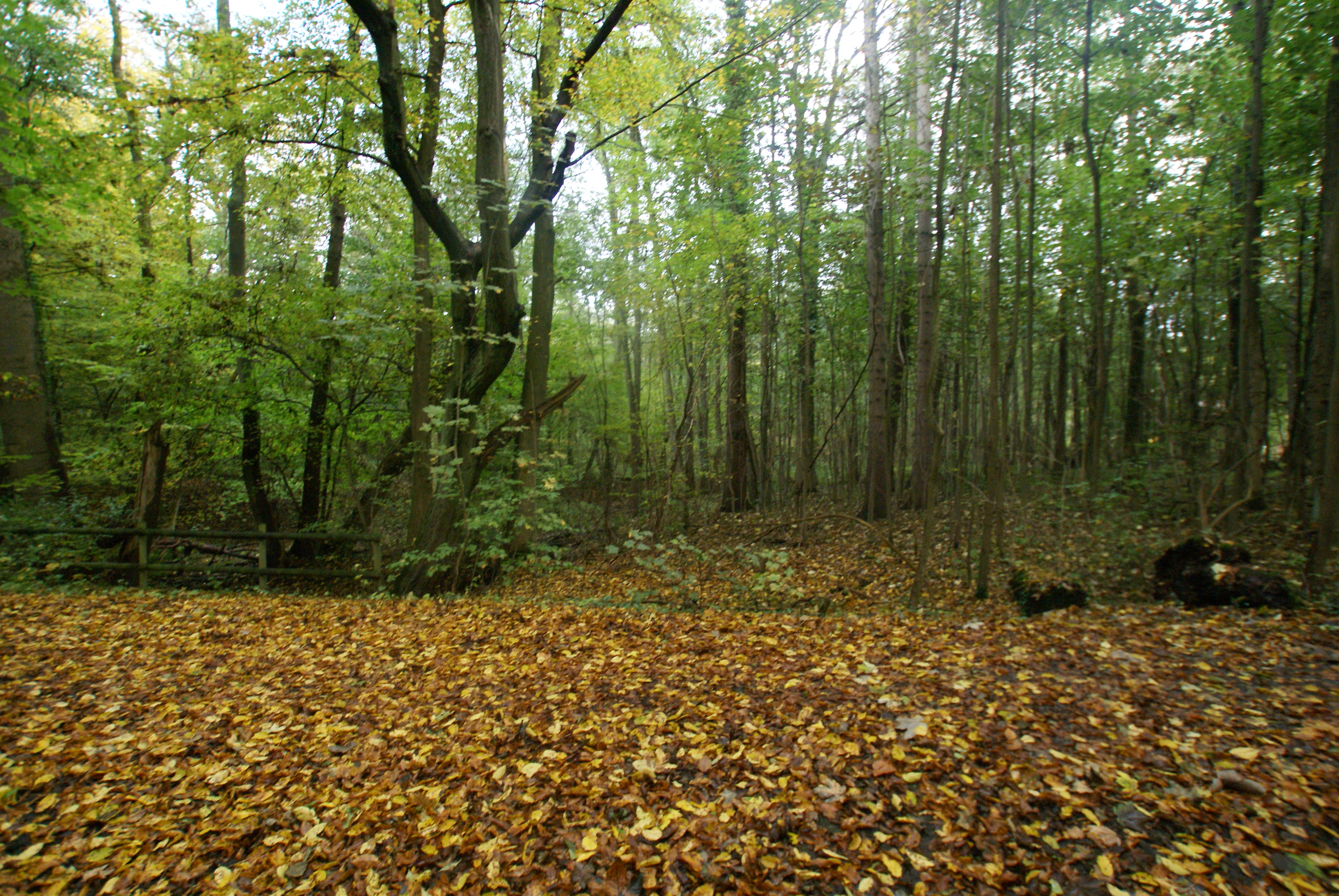
La vall del Drosselbek al Wohldorfer Wald
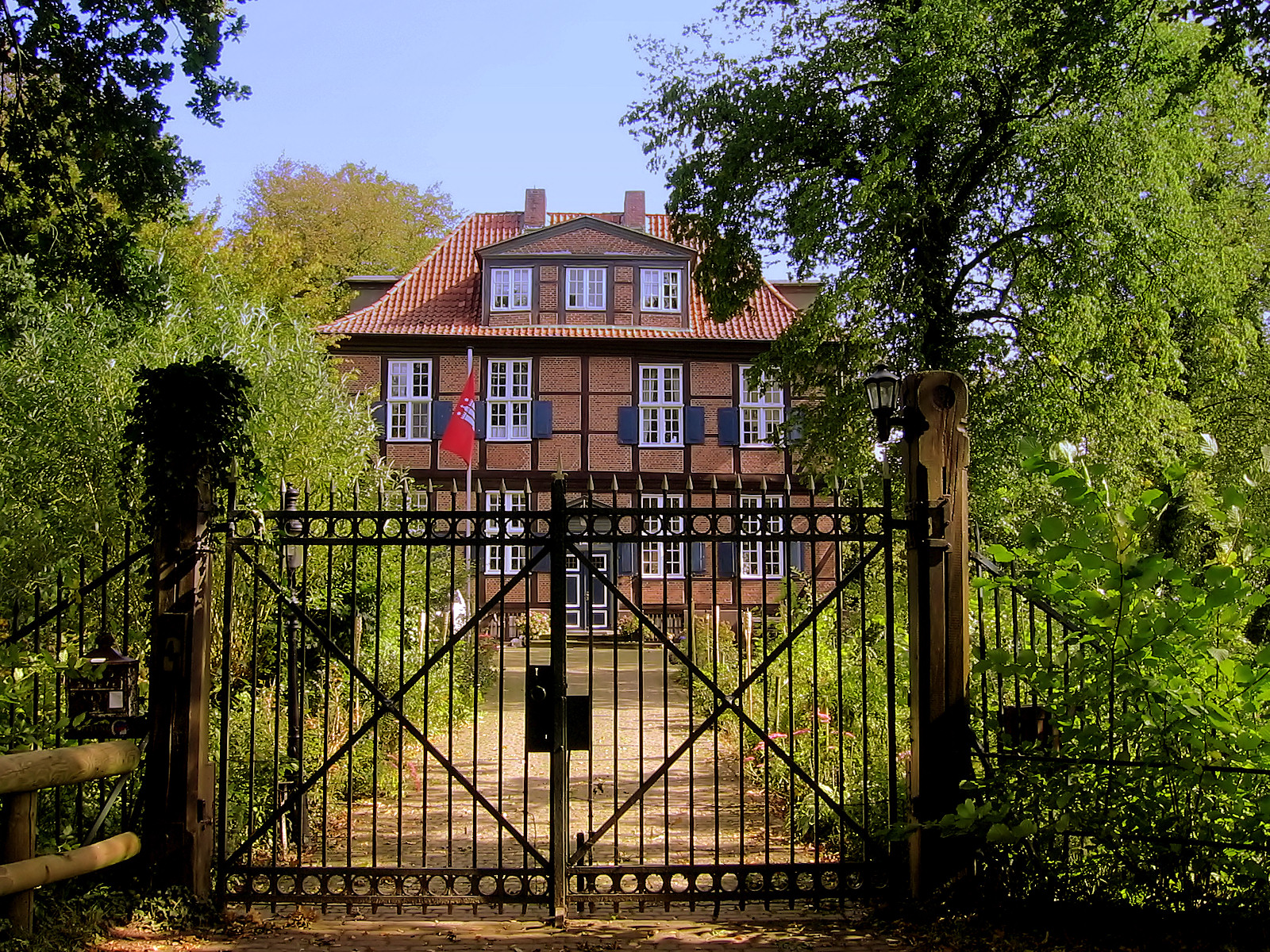
Vil·la construïda amb entramat de fusta
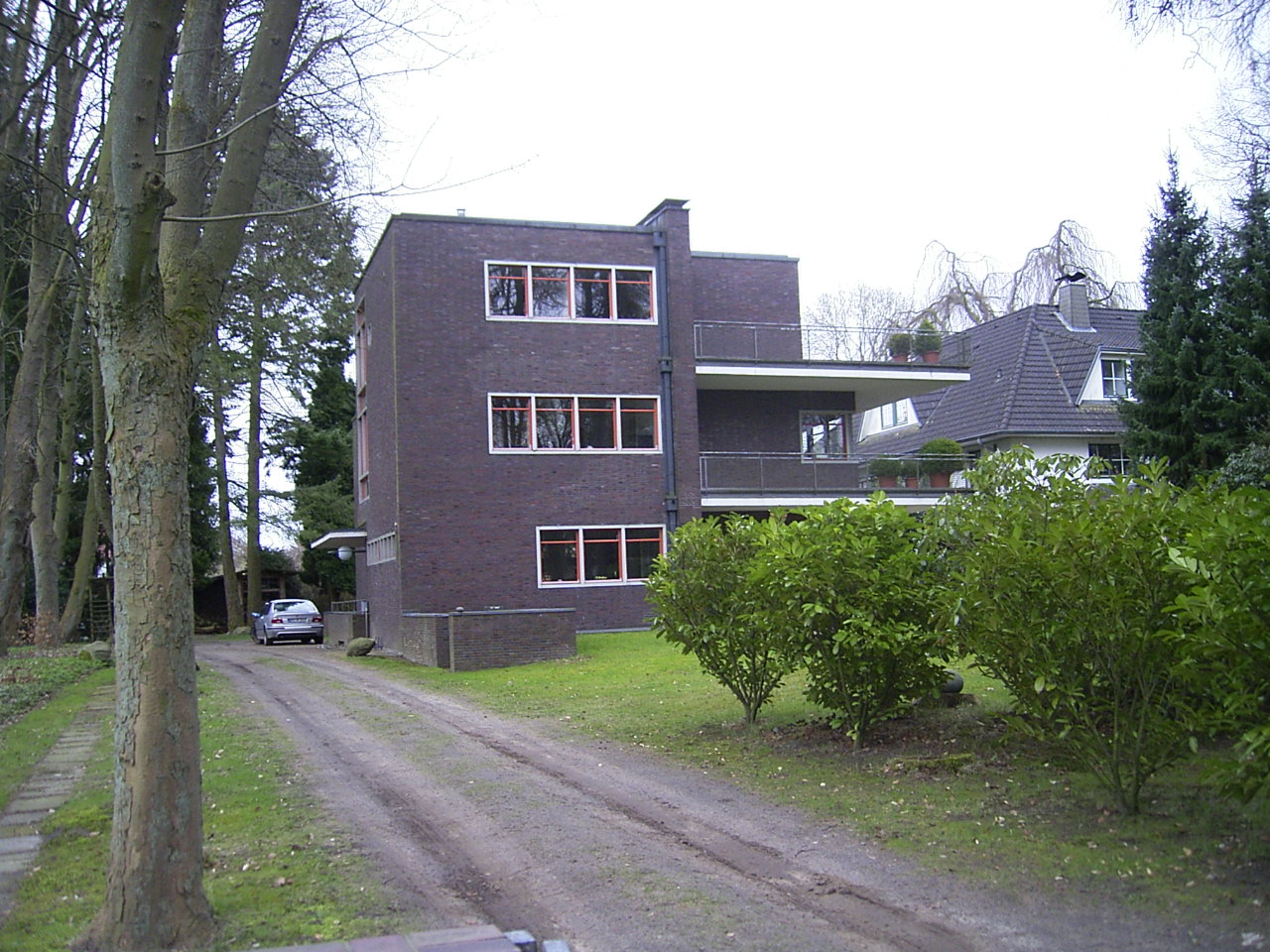
Vil·la moderna (1928) de l'arquitecte Karl Schneider
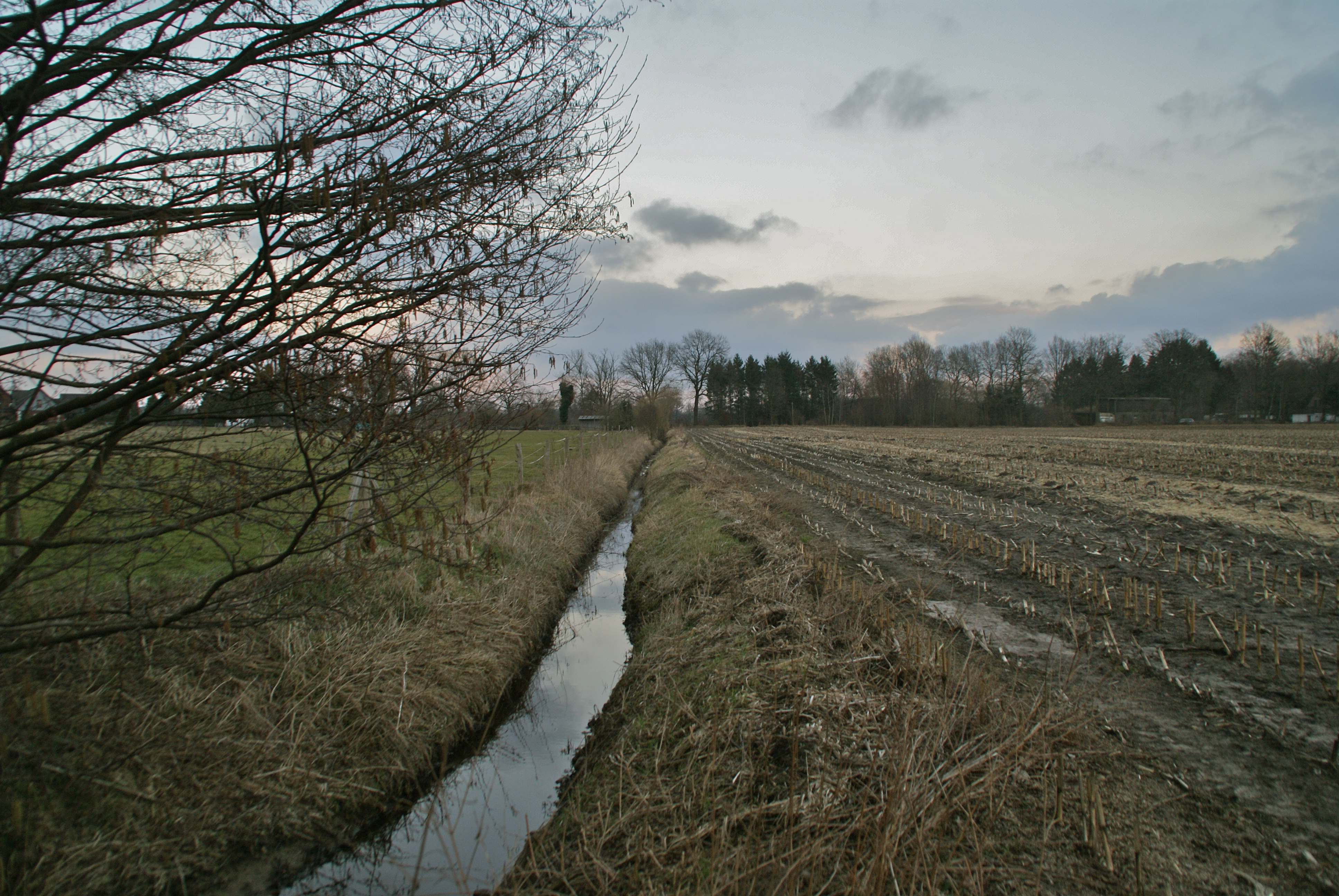
El Wiemersbek al Duvenstedter Brook
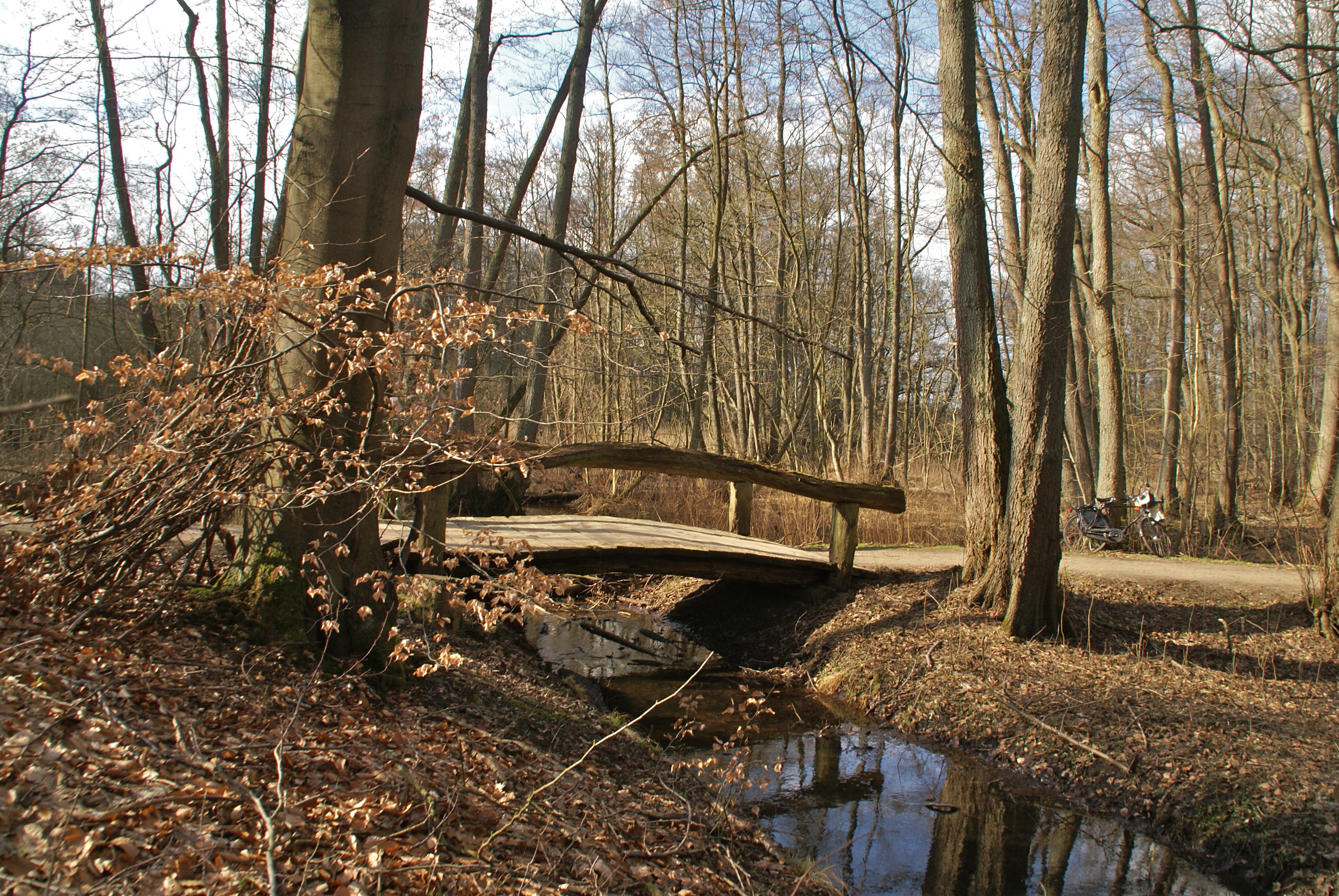
Pont al Krempenheger Graben al Wohlsdorfer Wald